# Tolka Park
El Tolka Park (en irlandés: Páirc Tolca) es un estadio de fútbol situado en el distrito de Drumcondra, en la ciudad de Dublín en Irlanda, y que toma su nombre del cercano río Tolka. El estadio actualmente alberga a los clubes Shelbourne FC y Dublín City y posee una capacidad cercana a los 10 000 asientos. Ha acogido finales de copa nacionales, así como muchos partidos de Copas de Europa.
El Tolka Park fue originalmente el estadio del Drumcondra FC, que fue uno de los equipos más populares en Dublín en los años 50 y 60, hasta cuando el club se declaró en quiebra en 1971. Fue el Home Farm FC el nuevo inquilino del estadio hasta 1989 cuando se trasladó al cercano estadio de Whitehall. El mismo año 1989 el Shelbourne FC firma un contrato de arrendamiento a largo plazo con la Corporación de Dublín por el uso del estadio. El Shelbourne invirtió fuertemente en la infraestructura del estadio, convirtiéndolo en el primer estadio con asientos individuales en Irlanda y la construcción de una nueva tribuna detrás de la portería norte.
A pesar de ser una gran plaza de fútbol de Irlanda, el futuro del recinto es incierto. De hecho muchas de las inundaciones del Río Tolka han causado grandes daños en el estadio con los años y la ciudad ha manifestado su intención de demoler el estadio para construir nuevas áreas residenciales. Shelbourne manifestó sus intenciones de construir un nuevo estadio en los barrios de Swords y Finglas que no han prosperado. La idea más probable es que el Shelbourne pueda compartir el estadio de Dalymount Park del Bohemians FC.